# Stația de metrou Hősök tere (Budapesta)
Hősök tere este o stație de metrou situată pe magistrala M1 (Millennium) din Budapesta. Această stație de metrou este situată în districtul VI, în apropriere de Piața Eroilor, una dintre principalele piețe și intersecții din Budapesta.
O altă stație, Állatkert, a existat intre Hősök tere și Széchenyi fürdő, în perioada 1896-1973.

## Timpi de parcurs
| Linia | Stația          | Timpul de parcurs |
| M1    | Vörösmarty tér  | 8 min             |
| M1    | Deák Ferenc tér | 7 min             |
| M1    | Mexikói út      | 3 min             |